# Джордж Сегал
Джордж Сегал младши (на английски: George Segal, Jr.) е американски актьор и музикант. 

## Биография
Роден е на 13 февруари 1934 в Грейт Нек, Ню Йорк.  Той е най-малкото от четири деца на Фани Бланш Сегал (по баща Бодкин) и Джордж Сегал старши, агент за малц и хмел. Той прекарва голяма част от детството си в Грейт Нек, Ню Йорк.  И четиримата баби и дядовци на Сегал са руско-еврейски имигранти,  а неговите баба и дядо по майчина линия са променили фамилията си от Слободкин на Бодкин.  Прадядо по бащина линия се кандидатира за губернатор на Масачузетс като социалист.  Най-големият му брат Джон работи в бизнеса с брокери на хмел и е новатор в отглеждането на нови сортове хмел.  Средният брат Фред е сценарист.  Сестра му Грета почива от пневмония преди той да се роди. 
Сегал започва да се интересува от актьорско майсторство на 9-годишна възраст, когато вижда Алън Лад в „Пистолет под наем“. „Знаех, че револверът и тренчкотът са илюзия и не ме интересуваше“, казва Сегал. „Харесвах усещането за приключение и контрол.“  Той започна да свири на банджо в ранна възраст, по-късно заявява: „Започнах с укулеле, когато бях дете в Грет Нек. Един приятел имаше червен Harold, Тийнейджърски модел; спечели сърцето ми. Когато влязох в гимназията, разбрах, че не можеш да свириш в група с укулеле, така че преминах към банджо с четири струни.“
Сегал служи в армията на Съединените щати по време на Корейската война.  Докато е там, той свири в група, наречена Corporal Bruno's Sad Sack Six. 

### Кариера
Номиниран е за Оскар за най-добра поддържаща мъжка роля във филма „Кой се страхува от Вирджиния Улф?“.
Най-известните му телевизионни роли са съответно тези на Джак Гало в „Само за снимка“ (1997 – 2003) и Албърт Соломон в „Семейство Голдбърг“ (2013 – 2021).

### Персонален живот
Джордж Сегал се жени три пъти. Той се жени за филмовия редактор Марион Сегал Фрийд през 1956 г., която ще работи като асоцииран продуцент или монтажист на три от неговите филми. Те имат две дъщери и са заедно до развода им през 1983 г.  От 1983 г. той е женен за Линда Рогоф до нейната смърт през 1996 г., тя е бивш мениджър на „The Pointer Sisters“, среша я в Карнеги Хол, където свири на банджо с неговата група  „Beverly Hills Unlisted Jazz Band“.  През 1998 г.  той се жени за бившата си съученичка от училище-интернат Джордж Соня Шулц Грийнбаум. 

### Смърт
Джордж Сегал почива на 23 март 2021 г. след усложнения от операция за поставяне на байпас в Санта Роза, Калифорния, на 23 март 2021 г. на 87-годишна възраст.

## Избрана филмография
| Година | Филм                              | Оригинално заглавие             | Роля              | Режисьор          |
| ------ | --------------------------------- | ------------------------------- | ----------------- | ----------------- |
| 1962   | Най-дългият ден                   | The Longest Day                 | Рейнджър          | екип              |
| 1964   | Покана за наемник                 | Invitation to a Gunfighter      | Мат Уивър         | Ричард Уилсън     |
| 1966   | Кой се страхува от Вирджиния Улф? | Who's Afraid of Virginia Woolf? | Ник               | Майк Никълс       |
| 1989   | Виж кой говори                    | Look Who's Talking              | Албърт            | Ейми Хекърлинг    |
| 1996   | Кабелджията                       | The Cable Guy                   | Ърл Ковач         | Бен Стилър        |
| 1996   | Огледалото е с две лица           | The Mirror Has Two Faces        | Хенри Файн        | Барбара Стрейзънд |
| 2009   | 2012                              | 2012                            | Тони Делгато      | Роланд Емерих     |
| 2010   | Любовта е опиат                   | Love and Other Drugs            | Д-р Джеймс Рандал | Едуард Зуик       |